# Rions
Rions ist eine französische Gemeinde im Département Gironde in der Region Nouvelle-Aquitaine. Die Gemeinde liegt im Einzugsgebiet der Stadt Bordeaux am Ufer der Garonne. Während Rions im Jahr 1962 über 880 Einwohner verfügte, zählt man aktuell 1.483 Einwohner (Stand 1. Januar 2022).
Die Gemeinde gehört zum Kanton L’Entre-deux-Mers im Arrondissement Langon.

## Bevölkerungsentwicklung
| Jahr                       | 1962 | 1968 | 1975 | 1982 | 1990 | 1999 | 2010 | 2017 |
| Einwohner                  | 880  | 941  | 989  | 1272 | 1379 | 1440 | 1581 | 1556 |
| Quellen: Cassini und INSEE |      |      |      |      |      |      |      |      |

## Weinbau
Rions ist eine Weinbaugemeinde; die Rebflächen gehören zu den Appellationen Premières Côtes de Bordeaux und Cadillac.

## Sehenswürdigkeiten
- Romanische Kirche Saint-Seurin
- La Tour du Lhyans: 1330 durch den Seigneur de Rions errichtet
- Wehrturm aus dem 14. Jahrhundert als Teil einer umfangreichen Festungsanlage
- Kloster Broussey: Es wurde am 9. April 1841 gegründet und war die erste Neuanlage eines Karmels in Frankreich nach der französischen Revolution.

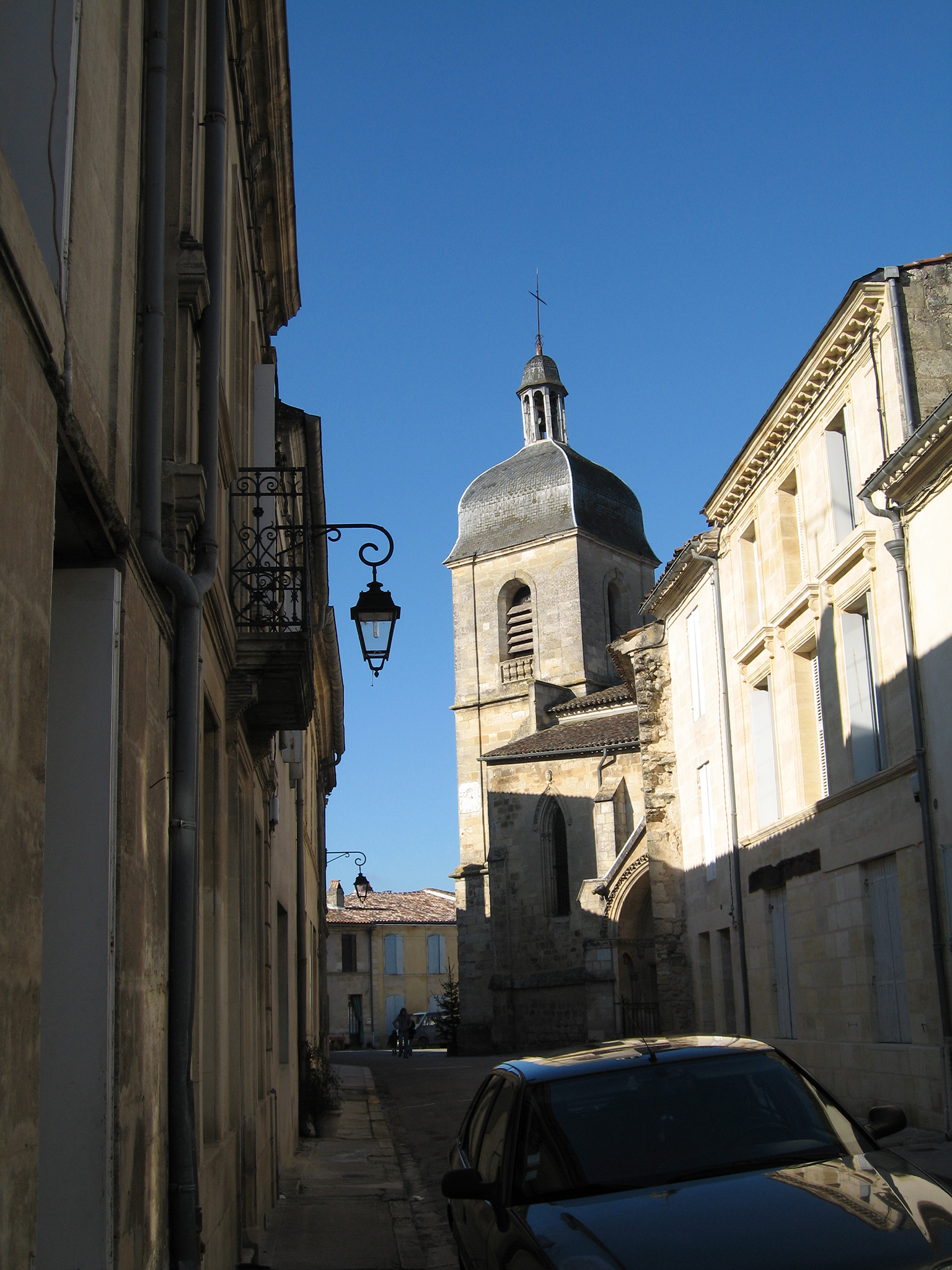
Kirche Saint-Seurin
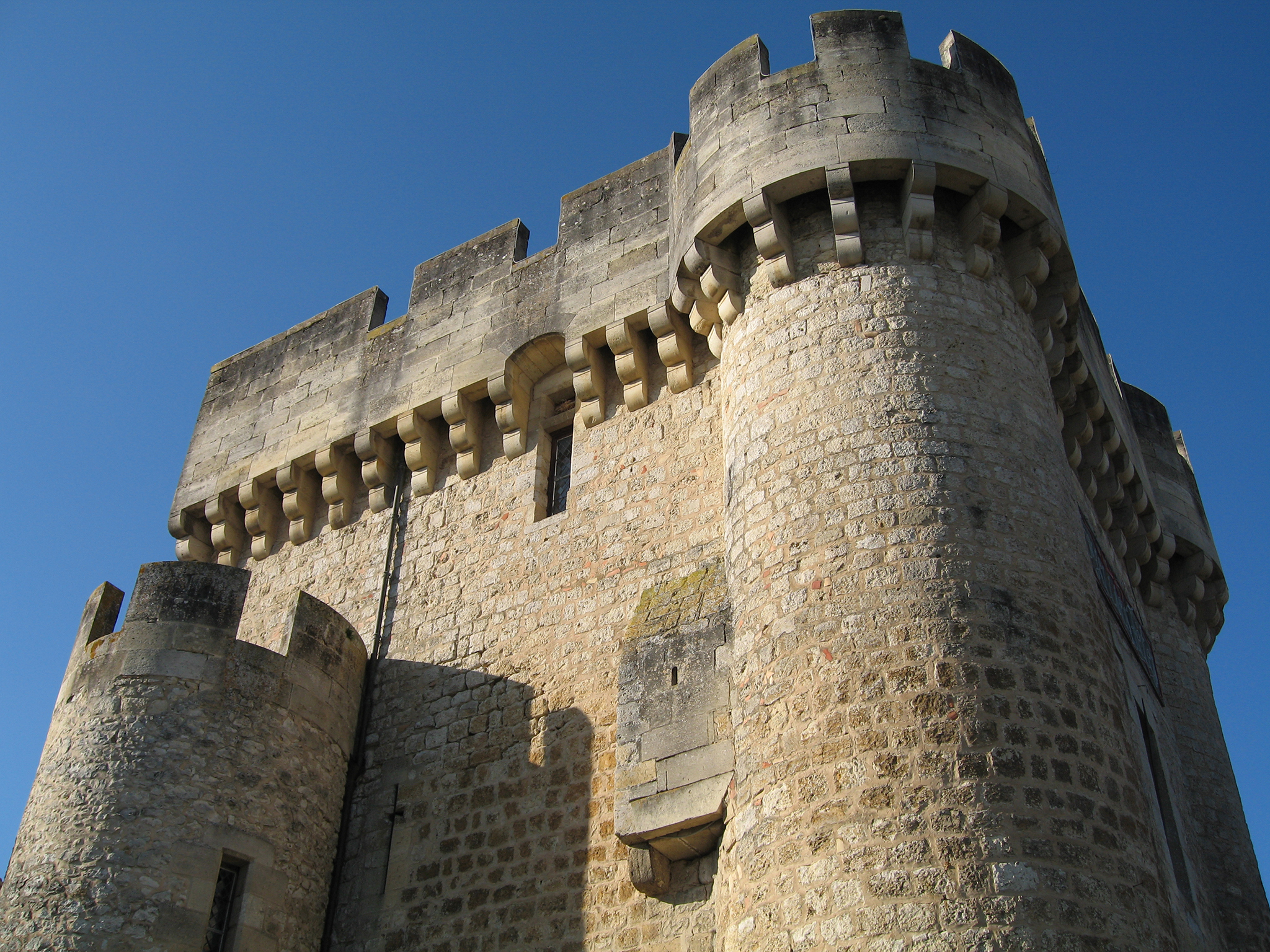
Turm der Zitadelle

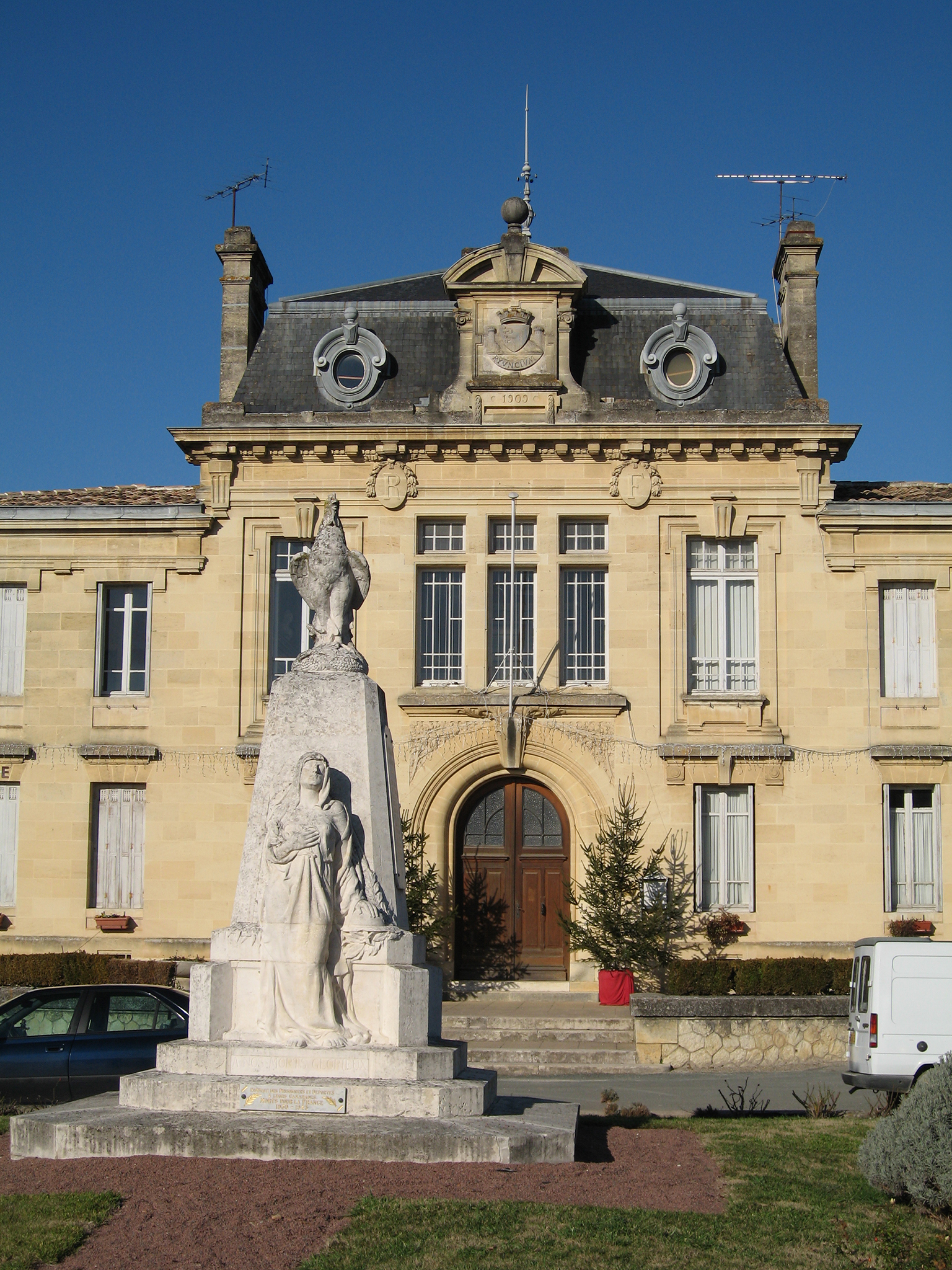
Rathaus
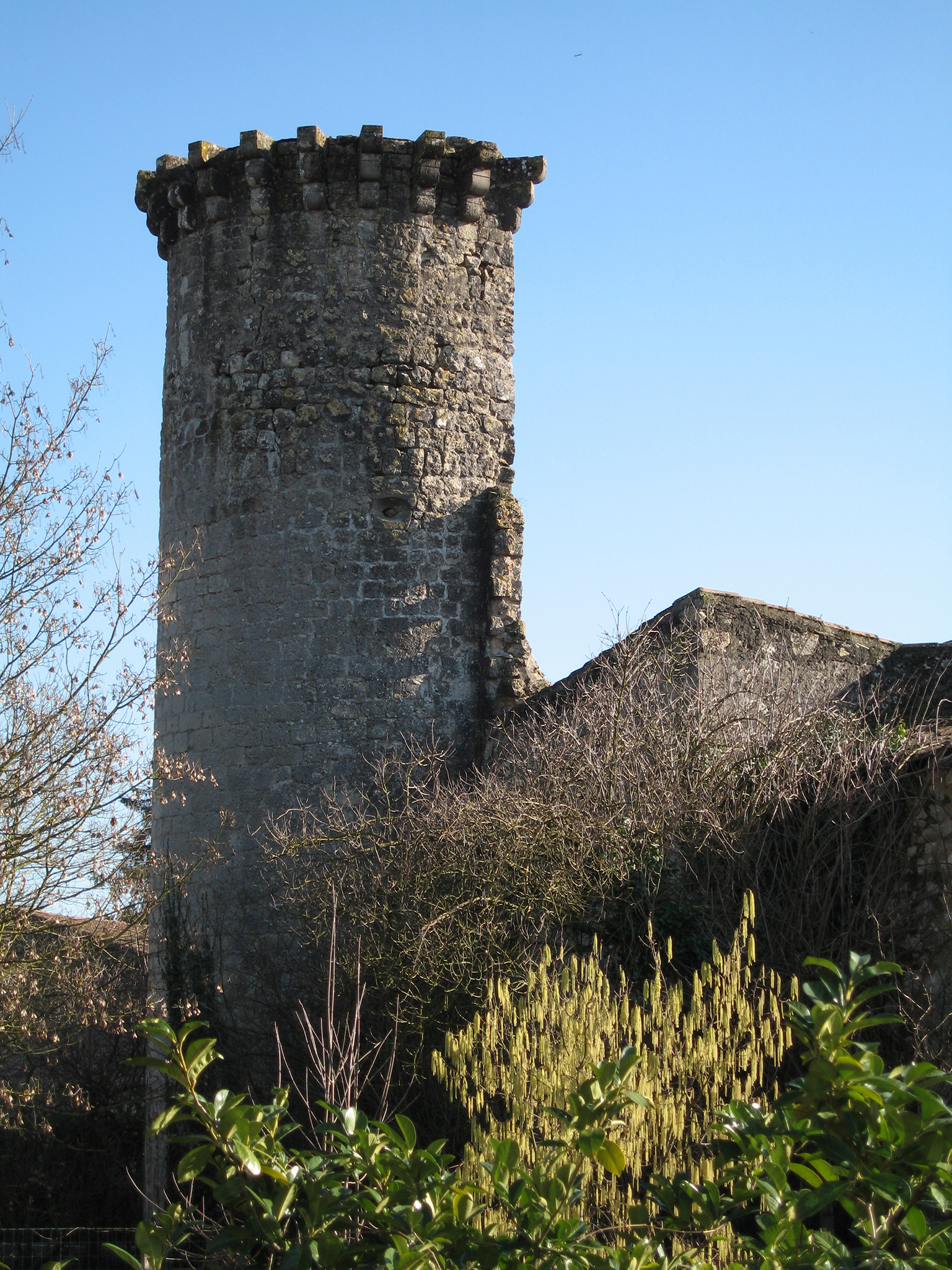
Tour du Lhyans